# Sissi (Fußballspielerin)
Sissi (* 2. Juni 1967 in Esplanada, Bahia; bürgerlich Sisleide do Amor Lima) ist eine ehemalige brasilianische Fußballnationalspielerin und -trainerin. Sie spielte im offensiven Mittelfeld.

## Karriere

### Verein
Sissi trat am Anfang ihrer Laufbahn für verschiedene, auch namhafte brasilianische Vereine an. Mit 33 Jahren ging sie 2001 zur neu gegründeten amerikanischen Fußballliga. Diese zeichnete sich allerdings durch Unstabilität aus, so dass sie mehrmals den Klub wechseln musste. Nach ihrer aktiven Karriere wurde sie als Trainerin in den USA aktiv.

### Nationalmannschaft
Sissis erstes Länderspiel war am 8. Januar 1995 gegen Ecuador bei der Fußball-Südamerikameisterschaft der Frauen. Nach Einsätzen in weiteren Freundschaftsspielen, z. B. dem Torneio Cidade de Uberlândia, und nahm sie mit der Auswahl an der Fußball-Weltmeisterschaft der Frauen 1995 teil. Hier schied man aber schon in der Vorrunde aus. Beim nächsten großen Turnier, den Olympischen Sommerspielen 1996, wurde die Bronzemedaille knapp verfehlt. 1998 konnte dann der Südamerikatitel verteidigt werden. Bei der Fußball-Weltmeisterschaft der Frauen 1999 konnte der dritte Platz erzielt werden. Am Ende des Wettbewerbs wurde sie mit sieben Treffern als Torschützenkönigin ausgezeichnet. Sie nahm auch noch am CONCACAF Women’s Gold Cup 2000 teil, wo die Mannschaft den USA im Finale unterlag. Bei ihrem letzten großen Turnier, den Olympischen Sommerspielen 2000, schied man bereits im Viertelfinale aus.

## Erfolge
Nationalmannschaft
- Fußball-Südamerikameisterschaft der Frauen: 1995, 1998
- Fußball-Weltmeisterschaft der Frauen: 1999 Dritter Platz
- Fußball-Weltmeisterschaft der Frauen: 1999 Torschützenkönigin - 7 Tore